# الفقهاء (الضالع)
الفقهاء هي إحدى قرى الجمهورية اليمنية. وهي تتبع جغرافيًا لمحافظة الضالع. وإداريًا لمديرية الحصين. يبلغ تعداد سكانها 1192 نسمة حسب الإحصاء الذي جرى عام 2004.